# レアンドロ・グレコ
レアンドロ・グレコ（Leandro Greco, 1986年7月19日 -）は、イタリア、ローマ出身の元サッカー選手。現役時代のポジションはMF。

## 経歴
地元のクラブであるASローマのユースで育ち、キャプテンも務めた。2004年にレンタル先のASアストレアでトップチームデビューを果たすと、レンタルバック後のローマでもトップチームに入り、セリエAデビューを果たした。2006-07シーズンはセリエBのエラス・ヴェローナFCへレンタル移籍。26試合に出場し1得点を挙げたが、クラブはセリエC1へ降格。翌シーズンは14試合の出場に留まったが、2得点を挙げ残留に貢献した。
ローマに戻った後は出場機会に恵まれず、冬には下部のクラブにレンタルされるシーズンが続いたが、2010年11月3日のUEFAチャンピオンズリーグ、アウェーでのFCバーゼル戦で3-1とし試合を決めるゴールを決め（結果は3-2で勝利）、ローマでの初得点を記録。試合後には「ずっとこのチャンスを待っていた。ここから試合に出られるようになることを願っている」と喜びを語った。
2012年7月、ギリシャ・スーパーリーグのオリンピアコスFCに3年契約で移籍。
2018年1月8日、FCバーリ1908からシーズン末までのローンでフォッジャ・カルチョへ加入した。
2019年8月31日、コゼンツァ・カルチョに移籍した。
2020年1月31日、ペルージャ・カルチョに移籍した。
2020年7月31日、FCズュートティロールに2年契約で移籍した。

## タイトル
- ギリシャ・スーパーリーグ : 2012-13